# Nikołaj Aleksiejew (lotnik)
Nikołaj Michajłowicz Aleksiejew (ros. Николай Михайлович Алексеев, ur. 26 czerwca 1919 we wsi Staryje Promysły (obecnie część miasta Grozny), zm. 12 lipca 1943 k. miasta Nowosil w obwodzie orłowskim) – radziecki lotnik wojskowy, młodszy porucznik lotnictwa, nagrodzony pośmiertnie tytułem Bohatera Związku Radzieckiego (1943).

## Życiorys
Urodził się w rodzinie robotniczej. W 1937 ukończył szkołę uniwersytetu fabryczno-zawodowego, w której potem pracował jako instruktor, jednocześnie ucząc się w aeroklubie w Groznym. Od grudnia 1939 służył w Armii Czerwonej, uczył się w wojskowej szkole lotniczej w Nachiczewanie, później w Batajsku (do 1941). Od września 1942 uczestniczył w wojnie z Niemcami jako lotnik i następnie dowódca klucza, potem zastępca dowódcy eskadry 64 gwardyjskiego pułku lotnictwa myśliwskiego 4 Gwardyjskiej Dywizji Lotnictwa Myśliwskiego 1 Gwardyjskiego Korpusu Lotnictwa Myśliwskiego 15 Armii Powietrznej Frontu Briańskiego w stopniu młodszego porucznika. Wykonał 102 loty bojowe, w walkach powietrznych strącił osobiście 15 i w grupie 6 samolotów wroga. 12 lipca 1943 w walce powietrznej k. miasta Nowosil strącił dwa myśliwce wroga, po czym, po wyczerpaniu amunicji staranował trzeci samolot i sam przy tym zginął.

## Odznaczenia
- Złota Gwiazda Bohatera Związku Radzieckiego (pośmiertnie, 24 sierpnia 1943)
- Order Lenina (pośmiertnie, 24 sierpnia 1943)
- Order Czerwonego Sztandaru
- Order Wojny Ojczyźnianej I klasy
- Order Czerwonej Gwiazdy
- Medal za Odwagę